# Astrachaňská gubernie
Astrachaňská gubernie (rusky Астраханская губерния) byla jedna z gubernií carského Ruska v letech 1717–1785 a 1796–1802. Podle nařízení z 12. a 31. prosince 1796 byla gubernie znovu zřízena. Od 15. listopadu 1802 byla rozdělena na kavkazskou a astrachaňskou gubernii. Hlavním městem gubernie byla Astrachaň.